# Andrade (Mendoza)
Andrade es un distrito del departamento Rivadavia en la provincia de Mendoza, Argentina. 
Cuenta con un solo barrio denominado Cooperativa Andrade, ubicado al este del distrito sobre la Calle Primavera, y la localidad de Andrade ubicada en torno a la estación de trenes en el centro del distrito.
Se ubica geográficamente en el centro norte del departamento. Limita al norte con el departamento de Junín por ruta prov. 62, al este con el distrito Ciudad por calle La Primavera, al oeste con el distrito Los Árboles y al sur con los distritos La Reducción y La Libertad. 
Su superficie es de 18,25 km². No posee una gran extensión, pero cuenta con numerosas fincas de viñedos y frutales. 
La denominación de la localidad surgió de una familia del mismo apellido que poseía tierras en el lugar. Durante la época colonial, las caravanas de comerciantes desde Chile a Buenos Aires o viceversa pasaban por la llamada posta de Andrade.
En el sXIX al distrito se lo denominaba Chilecito. 
El distrito es una zona plana con pendiente O-E cuya monotonia solo es interrumpida por la presencia del Río Tunuyan en el extremo sur.